# Весляна (притока Вимі)
Весляна (рос. Весляна) — річка в Російській Федерації, що протікає в Республіці Комі. Ліва притока Вимі (басейн Північної Двіни). Довжина — 138 км, площа водозабірного басейну — 4620 км². Річка утворюється при злитті річок Іосер та Ропча.